# Parafia Wniebowzięcia Najświętszej Maryi Panny i św. Apostołów Szymona i Judy Tadeusza w Więcborku
Parafia pw. Wniebowzięcia Najświętszej Maryi Panny i św. Apostołów Szymona i Judy Tadeusza w Więcborku – parafia rzymskokatolicka w Więcborku wchodząca w skład dekanatu Sępólno Krajeńskie diecezji bydgoskiej.
Kościół parafialny został wybudowany w latach 1772–1778 prawdopodobnie przez Dawida Fecela z fundacji Aleksandra Hilarego Potulickiego i jego syna Michała. Świątynia została poświęcona 28 października 1778 przez opata cystersów z Koronowa w święto Apostołów Szymona i Judy Tadeusza, którzy stali się patronami parafii. 14 września 1969 biskup Bernard Czapliński dokonał konsekracji kościoła i nadał mu zgodny z wielowiekową tradycją tytuł Wniebowzięcia NMP.
Do parafii należą wierni z miejscowości: Dalkowo, Nowy Dwór, Suchorączek, Więcbork, Witunia, Zakrzewek, Zakrzewska Osada i Zboże.